# Borów-Kolonia (Krasnystaw)
Pour les articles homonymes, voir Borów-Kolonia.
Borów-Kolonia (prononciation : [ˈbɔruf kɔˈlɔɲa]) - (en Ukrainien: Бараниця, Baranytsia) est un village polonais de la gmina de Gorzków dans le powiat de Krasnystaw de la voïvodie de Lublin dans l'est de la Pologne.
Il se situe à environ 3 kilomètres au sud-ouest de Krasnystaw (siège de la gmina), 17 kilomètres au sud-ouest de Krasnystaw (siège du powiat) et 417 kilomètres au sud-est de Lublin (capitale de la voïvodie).

## Histoire
De 1975 à 1998, le village est attaché administrativement à la Voïvodie de Zamość.

Depuis 1999, il fait partie de la nouvelle voïvodie de Lublin.